# Douglas Roth
Douglas Gustav Herman Roth, född 28 oktober 1948 i Hässleholm, är en moderat politiker och även kommunfullmäktiges ordförande i Hässleholms kommun sedan Riksdagsvalet 2006. Han är även ledamot i kommunstyrelsen.
Han är även politiska uppdrag i Region Skåne som ordförande i regionfullmäktiges valberedning, ordförande i fastighetsnämnden och ledamot i regionfullmäktige. .